# Anacleto Cordeiro Gonçalves de Oliveira

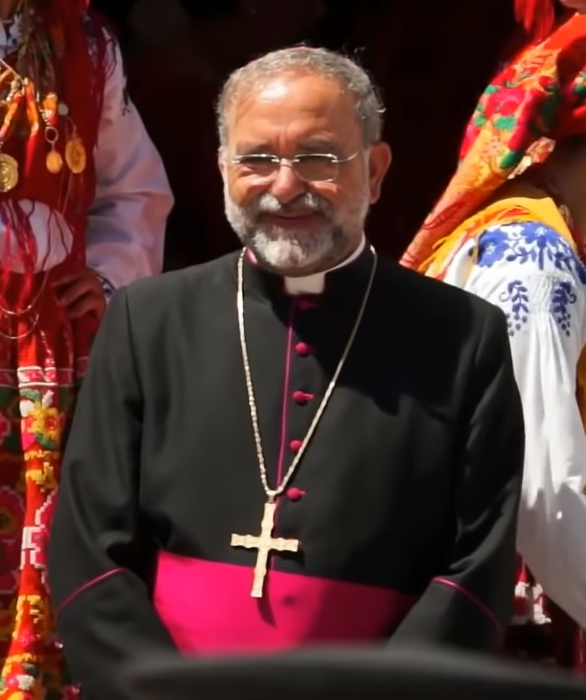
Anacleto Cordeiro Gonçalves de Oliveira, 2012

Anacleto Cordeiro Gonçalves de Oliveira (* 17. Juli 1946 in Cortes; † 18. September 2020 bei Almodôvar) war ein portugiesischer Geistlicher und römisch-katholischer Bischof von Viana do Castelo.

## Leben
Anacleto Cordeiro Gonçalves de Oliveira studierte Philosophie und Katholische Theologie zwischen 1957 und 1969 am Diözesanseminar von Leiria und empfing am 15. August 1970 das Sakrament der Priesterweihe für das Bistum Leiria-Fátima. In Rom machte er einen Abschluss in Dogmatischer Theologie an der Päpstlichen Universität Gregoriana (1971) und in Bibelwissenschaften am Päpstlichen Bibelinstitut (1974). Von 1974 bis 1977 war er Professor für biblische Exegese am Höheren Institut für theologische Studien von Coimbra, nachdem er im letzten Jahr einen Abschluss in Geschichte an der Universität Coimbra absolviert hatte. An der Fakultät für Katholische Theologie der Westfälischen Wilhelms-Universität Münster wurde er 1987 in biblischer Exegese promoviert. Während seines Aufenthalts in Deutschland war er Kaplan für portugiesische Auswanderer im Bistum Münster. Ab 1988 kehrte er nach Portugal zurück und unterrichtete wieder biblische Exegese am Höheren Institut für theologische Studien in Coimbra und gleichzeitig am Diözesanseminar von Leiria, der Schule für theologische Ausbildung der Laien von Leiria und der Theologischen Fakultät der Katholischen Universität Portugal. 2001 übernahm er die Präsidentschaft des Exekutivkomitees des Höheren Instituts für theologische Studien von Coimbra.
Im Bereich anderer kirchlicher Dienste war Anacleto Gonçalves de Oliveira Sekretär des Wissenschaftlichen Ausschusses der Internationalen Kongresse von Fátima (1997, 2001 und 2003), Mitglied des Verwaltungsrates und des Managements und der Finanzen des Heiligtums von Fátima, Diözesanassistent der Katholischen Pädagogen und Mitglied des Presbyterianischen Rates und des Beraterkollegiums der Diözese Leiria-Fátima.
Am 4. Februar 2005 ernannte ihn Papst Johannes Paul II. zum Titularbischof von Aquae Flaviae und bestellte ihn zum Weihbischof in Lissabon. Der Bischof von Leiria-Fátima, Serafim de Sousa Ferreira e Silva, spendete ihm am 24. April desselben Jahres die Bischofsweihe; Mitkonsekratoren waren der Bischof von Santarém, Manuel Pelino Domingues, und der Bischof von Coimbra, Albino Mamede Cleto.
Papst Benedikt XVI. ernannte ihn am 11. Juni 2010 zum Bischof von Viana do Castelo. Die Amtseinführung erfolgte am 15. August desselben Jahres. 
Er war zudem weiterhin Mitarbeiter des Magazins „Theologische Revue“ der Theologischen Fakultät der Universität Münster und leitete das Team, das die Nationalen Katechismen vorbereitete, insbesondere der Kinderkatechese. Des Weiteren arbeitete er in einer Gruppe mit, die die Neue Kapuziner-Bibel übersetzte. Er war verantwortlich für die katechetische Reiseroute, die die Bischofskonferenz von Portugal für das Paulinische Jahr vorgeschlagen hatte. Anacleto Cordeiro Gonçalves de Oliveira war Präsident der Bischofskommission für Liturgie und Koordinator der neuen Übersetzung der Bibel der portugiesischen Bischofskonferenz.
Gonçalves de Oliveira starb bei einem Autounfall auf der Autoestrada A2 bei Almodôvar.